# Schoenorchis nivea
Schoenorchis nivea är en orkidéart som först beskrevs av John Lindley, och fick sitt nu gällande namn av Rudolf Schlechter. Schoenorchis nivea ingår i släktet Schoenorchis och familjen orkidéer.
Artens utbredningsområde är Sri Lanka. Inga underarter finns listade i Catalogue of Life.